# キュンちゃん
キュンちゃんは、北海道のマスコットキャラクター。エゾナキウサギをモチーフとしている。北海道と北海道観光振興機構による大型観光キャンペーン「北海道デスティネーションキャンペーン」のPRキャラクターとして、2011年（平成23年）に採用された。

## 設定
大雪山に暮らしていたエゾナキウサギであり、丸い耳、小さくて丸い瞳が特徴である。性別は未詳。性格は小心者で泣き虫、おとなしい反面、好奇心が非常に強い。
北海道内を旅したいにもかかわらず勇気を出せなかったところが、登山客が落とした手袋からエゾシカのかぶりものを手作りし、小心者の自分を隠すためにかぶりものをして、道内を旅している。触れるものの気持ちを「キュン」とさせることが、名前の由来である。

## 活動の経緯
| エリア             | かぶりもの |
| ------------------ | ---------- |
| 函館・松前・大沼   | イカ       |
| ニセコ・小樽・札幌 | 時計台     |
| 胆振・日高         | おに       |
| 富良野・美瑛       | キツネ     |
| オホーツク         | カニ       |
| 知床               | クマ       |
| 十勝               | ウシ       |
| 釧路               | タンチョウ |

北海道と北海道観光振興機構とJRグループとの共同による「北海道デスティネーションキャンペーン」の2012年（平成24年）の実施にあたって、旅行キャンペーン用にPRキャラクターが公募された後に、北海道札幌市出身の絵本作家であるそらによって制作され、2011年（平成23年）に北海道観光振興機構により採用された。
エゾシカをかぶる基本形の他、知床はクマ、十勝はウシ、釧路はタンチョウといったように、北海道内の各地域別に「ご当地キュンちゃん」がいる。これには、かぶりものを変えることで、その土地の魅力を伝える狙いがある。これら道内各地のキュンちゃんの他に、アイヌ語の挨拶を北海道のもてなしの合言葉として広める「イランカラプテ（こんにちは）キャンペーン」の一環として、アイヌ伝統衣装姿のキュンちゃんや、北海道・北東北の縄文遺跡群の世界文化遺産登録を契機とした取組の一環として、縄文時代を彷彿させる衣装のキュンちゃん、北海道恵庭市で開催された全国都市緑化フェア「ガーデンフェスタ北海道2022」の宣伝用に、恵庭市の花であるスズランなどの花をあしらったキュンちゃんなども制作されている。
2020年（令和2年）には、キュンちゃんがナビゲートを務めるLINEアカウントが開始されて、主に観光情報の発信により、北海道の魅力を北海道内外にアピールする役割を果たしている。2020年（令和2年）9月頃には、札幌市をはじめとする北海道内の主要都市各地で、駅のポスター、商業施設の壁、様々な店のタペストリーなどに、キュンちゃんが飾られるに至る。
2024年（令和6年）9月には、北海道観光をより盛り上げることを目的として、北海道観光機構会員が販促用グッズや販売用商品の制作をする際の商標使用許諾料が、2025年3月まで無料化された。

## 反響
2011年（平成23年）に、JR北海道でキュンちゃんの絵柄を描いたラッピング車両が登場したことで、人気が急上昇した。翌2012年（平成24年）7月から北海道内のキヨスクなどで、ボールペンやクリアファイルなどのグッズが発売されると、慢性的な品薄状態となった。同2012年（平成24年）8月と翌2013年（平成25年）1月に限定販売されたぬいぐるみは、双方共にすぐに完売した。特に2012年（平成24年）8月の販売時は、発売日に客が開店前から行列を作り、札幌駅のキヨスクでは、開店3分で80個が売り切れるほどの人気だった。
2022年（令和4年）には、テレビドラマ『PICU 小児集中治療室』（フジテレビ系）で北海道が舞台となるにあたって、北海道観光PRキャラクターとしてキュンちゃんとのコラボレーションが発表された。ドラマの劇中ではボールペンなどのグッズが登場し、話題となった。この人気を受けて、同2022年（令和4年）10月にはグッズを取り扱う公式ネットショップが開設された。好評だったボールペンの復刻版の予約も開始され、北海道内外からの多くの注文があった。また公式LINEアカウントの登録者数は、同2022年（令和4年）3月末で約12万2000人だったが、同年12月末には2倍以上の約25万4000人となり、PR会場には追っかけファンも現れるほどになった。
2023年（令和5年）は、札幌市内の観光施設である白い恋人パークで、着ぐるみのキュンちゃんが来場客を出迎え、撮影のために順番待ちの列ができるほどの人気を見せた。日本国内のみならず、韓国から旅行者もキュンちゃんを注目する姿が見られた。
これらの他にも、パスケース、マグネット、フェイスタイル、卓上カレンダーなど、北海道内各地で購入可能なグッズにより、北海道観光のPRが続けられている。